# 中統
中統（ちゅうとう）は、モンゴル帝国のカアン・クビライ（元の世祖）の治世で用いられた元号。1260年旧5月 - 1263年（1264年旧8月）。
- 元年5月19日：クビライ即位により中統と建元。
- 5年8月16日：中統5年を至元元年と改元。

## 西暦等との対照表
| 中統 | 元年   | 2年    | 3年    | 4年    | 5年    |
| 西暦 | 1260年 | 1261年 | 1262年 | 1263年 | 1264年 |
| 干支 | 庚申   | 辛酉   | 壬戌   | 癸亥   | 甲子   |
| 南宋 | 景定元 | 景定2  | 景定3  | 景定4  | 景定5  |